# Mordellistena reichei
Mordellistena reichei es una especie de coleóptero de la familia Mordellidae.

## Distribución geográfica
Habita en Italia Siria, Crimea y Croacia.